# Bard-le-Régulier
Bard-le-Régulier är en kommun i departementet Côte-d'Or i regionen Bourgogne-Franche-Comté i östra Frankrike. Kommunen ligger i kantonen Liernais som tillhör arrondissementet Beaune. År 2022 hade Bard-le-Régulier 75 invånare.

## Befolkningsutveckling
Antalet invånare i kommunen Bard-le-Régulier
Referens:INSEE